# Vireo altiloquus
Vireo altiloquus là một loài chim trong họ Vireonidae.